# アリソン・ストーキー

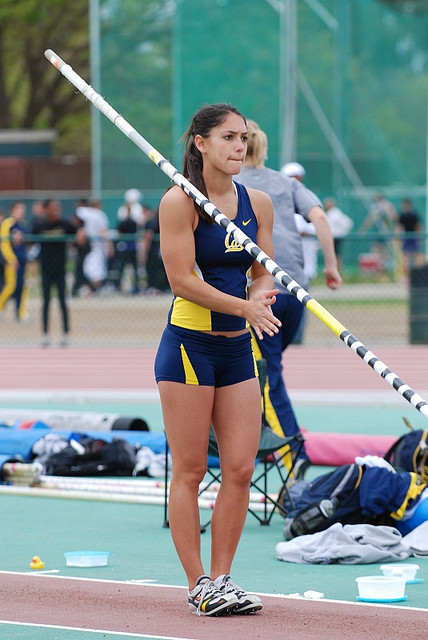
アリソン・ストーキー

アリソン・ストーキー（英語: Allison Stokke、1989年3月22日 - ）は、アメリカ合衆国カリフォルニア州ニューポートビーチ出身の棒高跳び選手。カリフォルニア大学バークレー校出身。

## 人物・来歴
15歳当時の2004年にカルフォルニア州で行われた選手権で優勝、当時の世代記録を5つ更新した。彼女の高校時代の自己ベストである4.14メートルはシニアにおいてアメリカ国内で二位となる記録である。
ストーキーは、その容貌やスタイルの良さからも人気が高く、MySpaceで1000以上のメッセージが書き込まれたことや、YouTubeにアップされた彼女の動画が再生回数150000回を超えるなど、それを裏付けるいくつかの逸話が知られている。

## 私生活
ストーキーは2017年にアメリカのプロゴルファー、リッキー・ファウラーと交際を始めた。
2018年6月に婚約し、2019年10月に結婚した。